# ЈФ-17
ЈФ-17 је пакистанско-кинески једномоторни ловац четврте генерације. Развили су га заједнички кинеска авио-индустријска група Ченгду из истоименог града и Пакистански Аеронаутички комплекс. Извозна ознака овог авиона је ФЦ-1. Иако је НР Кина учествовала у развоју овог авиона, њене оружане снаге га ипак не користе.

## Развој и дизајн
Развој авиона ЈФ-17 коштао је пола милијарде америчких долара и отпочео је 1999. године. НР Кина и Пакистан подједнако су сносили трошкове развоја. Први прототип авиона је представљен 31. маја 2003. године. Са рулањем по писти је почео 1. јула, да би први пробни лет обавио 25. август исте године. Прототип 03 обавио је први пробни лет априла 2004. године, а прототип 04 је то исто учинио 28. априла 2006. године, са потпуно функционалном авиоником. Авион ЈФ-17 поседује седам подвесних тачака за наоружање у виду ракета и бомби: четири испод крила, једну испод трупа и две на крајевима крила. Погоњен је руским турбо-млазним мотором Климов РД-93, потиска 49,4 kN без форсажа, односно 84.4 kN са додатним сагоревањем.

## Варијанте
- ЈФ-17А – једносед;
- ЈФ-17Б – тренажни двосед.

## Корисници
- Народна Република Кина
- Пакистан
- Мјанмар
- Нигерија
- Ирак

## Галерија
- ЈФ-17